# Корез (река)
Корез (фр. Corrèze) је река у Француској. Дуга је 95 km. Улива се у Везер. 